# Манас (река в Китай)
Манас (на китайски: 玛纳斯河; на пинин: Mǎnàsī hé) е река в Северозападен Китай, в Синдзян-уйгурския автономен регион, вливаща се в езерото Манас. Дължината ѝ е 402 km, а площта на водосборния ѝ басейн – 4056 km². Река Манас води началото си на 2818 m н.в. от ледниците по северните склонове на планинския масив Ирен Хабирга в Източен Тяншан. В горното си течение протича в дълбока и тясна планинска долина през северните хребети на Източен Тяншан. В района на град Манас излиза от планините и тече през южната полупустинна и пустинна част на Джунгарската равнина. До 40-те години на 20-и век се е вливала в езерото Айранкьол, но след това е променила направлението си и до 60-те години се влива в безотточното езеро Манас. Поради почти пълното използване на водите ѝ за напояване нейното долно течение, както и самото езеро сега са напълно пресъхнали. Средният годишен отток при изхода ѝ от планините е 34 m³/s. Има ясно изразено лятно пълноводие по време на топенето на снеговете и ледниците в Тяншан.